# Ректа (Горецкий район)
Ре́кта (бел. Рэкта) — агрогородок в составе Ректянского сельсовета Горецкого района Могилёвской области Белоруссии. Административный центр Ректянского сельсовета.

## История
Местечко Ректа известно с 16-го столетия, как село Оршанского повета, шляхецкое имение.
С 1772 года — в составе Российской империи, Оршанский уезд.
В 1785 году — 46 дворов, 360 жителей, в составе имение Горы-Горки, владение Н. Л. Сологубовой.
Во время войны 1812 года деревня ограблена французскими войсками. С 1829 года — владение казенной палаты.
В 1909 году — село Савской волости Горецкого повета. 80 дворов, 617 жителей, работали церковно-приходская школа и мельница. С июля 1924 года — в составе Горецкого района Оршанского округа.
В 1929 году организован колхоз «Красный просветитель».
С июля 1941 года по июнь 1944 года оккупирована немецко-фашистскими захватчиками. В центре деревни, возле здания Ректянского центра культуры и досуга похоронены 10 советских воинов и 3 партизана.

## Население
- 1999 год — 631 человек
- 2010 год — 676 человек

## Культура
- Детская школа народного творчества